# Subtalamus
Subtalamusul sau pretalamusul este o parte a diencefalului.  Structura sa cea mai proeminentă este nucleul subtalamic. Subtalamusul se conectează la globus pallidus, un nucleu bazal al telencefalului. 

## Anatomie
Subtalamusul este situat ventral către talamus, medial către capsula internă și lateral față de hipotalamus. Este o regiune formată din mai multe nuclee de substanță cenușie și structurile lor asociate de substanță albă, și anume: 
- nucleu subtalamic, ai cărui neuroni conțin glutamat și au efecte de excitare asupra neuronilor globului palid și substanței negre
- zona incerta, situată între câmpurile Forel H 1 și H 2. Este continuu cu nucleul reticular talamic și primește intrare de la cortexul precentral.
- fascicul subtalamic, format din fibre care leagă globus pallidus de nucleul subtalamic
- câmpurile Forel
- ansa lenticularis

În timpul dezvoltării, subtalamusul este continuu cu hipotalamusul, dar este separat de fibre de substanță albă, în principal de capsula internă. Caudal, subtalamusul este separat de talamus de zona limitans intratalamică. 
Postnatal, subtalamusul se află sub talamus, deci „sub” (adică mai jos) „talamus”. De asemenea, se află dorsolateral la hipotalamus.

## Conexiuni
Subtalamusul dezvoltă conexiuni eferente (de ieșire) la striatum ( nucleu caudat și putamen ) în telencefal, la talamusul dorsal (grupuri nucleare mediale și laterale) în diencefal și la nucleul roșu și substanța neagră în mezencefal. Primește conexiuni aferente (de intrare) de la substanța neagră și striatum.